# SN 2011gt
SN 2011gt – supernowa typu Ia odkryta 26 września 2011 roku w galaktyce IC4913. W momencie odkrycia miała maksymalną jasność 16,00m.